# Bystřice u Benešova (stacja kolejowa)
Bystřice u Benešova – stacja kolejowa w miejscowości Bystřice u Benešova, w kraju środkowoczeskim, w Czechach. Znajduje się na linii 220 Benešov – Czeskie Budziejowice, na wysokości 375 m n.p.m..  

## Linie kolejowe
- 220: Benešov – Czeskie Budziejowice